# Liste der Hochschulen in Hamburg
Die Liste der Hochschulen in Hamburg umfasst die bestehenden Universitäten, Fachhochschulen und gleichgestellte Hochschulen im Stadtstaat Freie und Hansestadt Hamburg.
Ausführlichere Informationen und weitere Bildungs- und Forschungseinrichtungen siehe: Bildung und Forschung in Hamburg

## Staatliche
Universitäten:
- Universität Hamburg
- Technische Universität Hamburg
- Helmut-Schmidt-Universität/Universität der Bundeswehr Hamburg
- HafenCity Universität Hamburg – Universität für Baukunst und Metropolenentwicklung

Kunsthochschulen:
- Hochschule für bildende Künste
- Hochschule für Musik und Theater Hamburg

Fachhochschulen:
- Hochschule für Angewandte Wissenschaften Hamburg
- Berufliche Hochschule Hamburg
- Norddeutsche Akademie für Finanzen und Steuerrecht (Fachhochschulbereich)
- Akademie der Polizei Hamburg (Fachhochschulbereich)

## Halbstaatliche
- Hamburg Media School

## Konfessionelle
- Evangelische Hochschule für Soziale Arbeit & Diakonie

## Private
Universitäten gleichgestellte Hochschulen:
- BSP Business & Law School Campus Hamburg
- Bucerius Law School – Hochschule für Rechtswissenschaft gGmbH (mit Promotions- und Habilitationsrecht)
- Kühne Logistics University – Wissenschaftliche Hochschule für Logistik und Unternehmensführung
- MSH Medical School Hamburg – University of Applied Sciences and Medical University
- UMCH Universitätsmedizin Neumarkt am Mieresch Campus Hamburg, Niederlassung der rumänischen Universität für Medizin, Pharmazie, Naturwissenschaften und Technik Târgu Mureș

Private Fachhochschulen:
- AMD Akademie Mode & Design (Hochschule Fresenius)
- Brand University of Applied Sciences
- BSP Business & Law School Berlin, Standort Hamburg
- DIPLOMA Hochschule, Studienzentrum Hamburg
- EBC Hochschule
- Europäische Fernhochschule Hamburg
- FOM – Hochschule für Oekonomie und Management
- HFH Hamburger Fern-Hochschule
- HSBA Hamburg School of Business Administration
- International School of Management
- IU Internationale Hochschule, Standort Hamburg
- Macromedia Hochschule für Medien und Kommunikation
- Northern Business School
- University of Europe for Applied Sciences (ehemals Business and Information Technology School), Standort Hamburg